# Maxillaria hystrionica
Maxillaria hystrionica là một loài thực vật có hoa trong họ Lan. Loài này được (Rchb. f.) L.O. Williams mô tả khoa học đầu tiên năm 1950.